# Tulwitz
Tulwitz là một đô thị thuộc huyện Graz-Umgebung bang Steiermark, nước Áo. Đô thị Tulwitz có diện tích 11,56 km², dân số thời điểm cuối năm 2008 là 532 người.